# Kansei
Kansei (japanisch 寛政) ist eine japanische Ära (Nengō) von Februar 1789 bis März 1801 nach dem gregorianischen Kalender. Der vorhergehende Äraname ist Tenmei, die nachfolgende Ära heißt Kyōwa. Die Ära fällt in die Regierungszeit des Kaisers (Tennō) Kōkaku.
Der erste Tag der Kansei-Ära, der 25.1. des Jahres Tenmei 9 bzw. fortan Kansei 1, entspricht dem 19. Februar 1789, der letzte Tag war der 4.2.Kansei 13/Kyōwa 1, gregorianisch der 18. März 1801. Die Kansei-Ära dauerte 13 Jahre oder 4410 Tage.

## Ereignisse
- 1788–1793 Kansei-Reformen (寛政の改革, Kansei no kaikaku)
- 1789 Menashi–Kunashir-Rebellion (クナシリ・メナシの戦い, Kunashiri Menashi no tatakai), Auseinandersetzung mit den Ainu auf der Shiretoko-Halbinsel
- 1792 Mai Unzen-Erdbeben und Tsunami nach einem Ausbruch des Vulkans Unzen
- 1793 Februar Kansei-Erdbeben in der Präfektur Miyagi
- 1794 Erste Rakugo-Aufführung in Ōsaka
- 1797 Kalenderreform, der Kansei-Kalender (寛政暦, Kansei-reki) wird veröffentlicht
- 1800 Inō Tadataka erhält die Erlaubnis zur Vermessung und Kartographierung Hokkaidōs